# Getränk

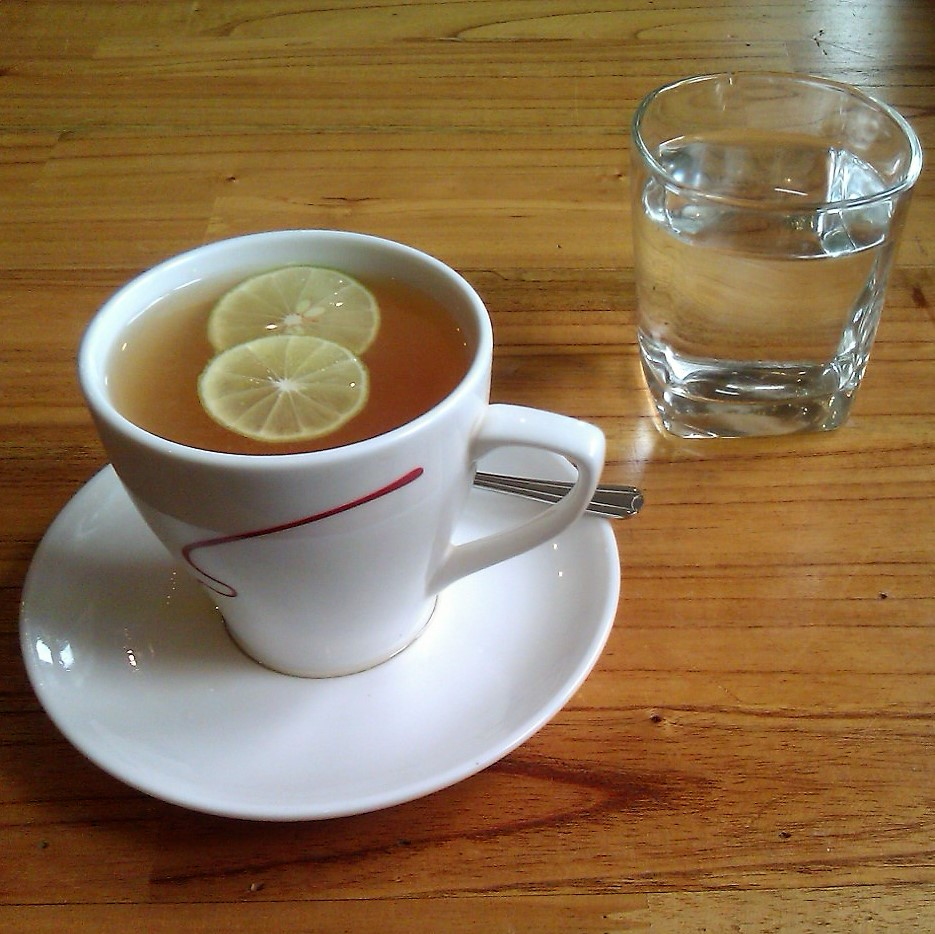
Tee (links) ist – nach Wasser (rechts) – das am zweithäufigsten konsumierte Getränk der Welt.

Getränk (Kollektivum zu Trank), auch Trunk, ist ein Sammelbegriff für zum Trinken bestimmte, zumeist aufbereitete oder zubereitete Flüssigkeiten. Getränke werden entweder zum Stillen von Durst und damit zur Wasseraufnahme des Körpers, als Nahrungsmittel oder auch als reine Genussmittel aufgenommen. Die englische Entsprechung Drink wird im deutschen Sprachgebrauch auch als Oberbegriff für Cocktails sowie für Einzelportionen von Spirituosen verwendet. Mit Mixgetränk sind ebenfalls oft Cocktails gemeint, Mischgetränk deutet auf die Zubereitung aus verschiedenen Flüssigkeiten wie bei Milchshakes oder Biermischgetränken hin.

## Systematik

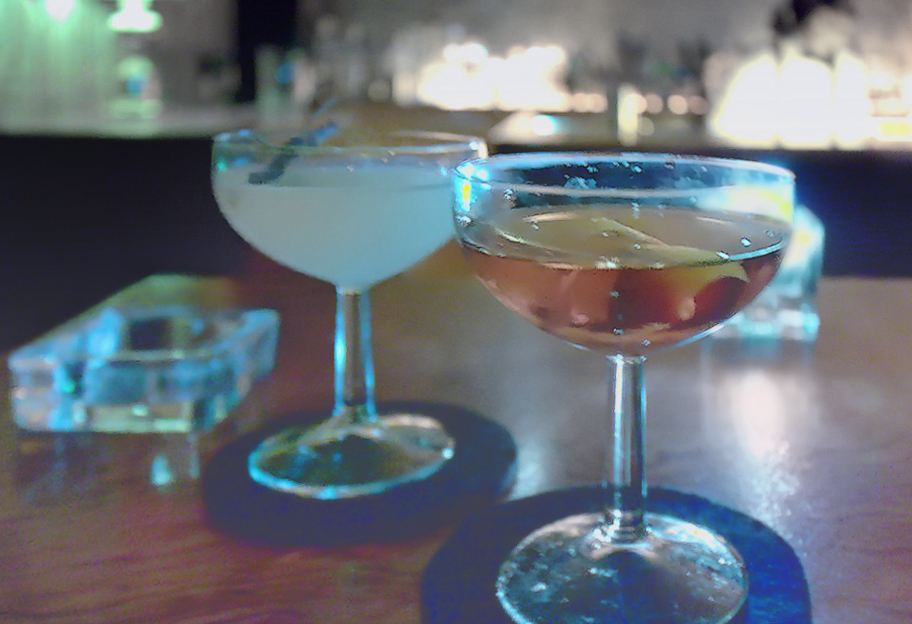
Alkoholische Cocktails

In der Warenkunde bezeichnet man bestimmte genießbare Flüssigkeiten allgemein als Getränk, andere Flüssigkeiten werden je nach Tradition und Eigenschaft teilweise dazugezählt.
Allgemein zählt man hierzu:
- Wasser, andere nichtalkoholhaltige bzw. alkoholfreie Getränke und Eis,
- gegorene alkoholhaltige Getränke (Bier, Wein, Apfelwein usw.),
- durch Destillieren hergestellte alkoholhaltige Flüssigkeiten und Getränke (Branntwein, Likör usw.) und Ethylalkohol.[4]

Teilweise zählt man hierzu:
- Speiseessig (auch verdünnt),[5]
- Milch und flüssige Milcherzeugnisse,
- Fruchtsaft, Traubenmost, Gemüsesaft.[6]

Nicht hierzu zählt man:
- Arzneiwaren,
- Körper- und Schönheitsmittel.[7]

## Alkoholfreie Getränke
Als alkoholfrei bezeichnete Erzeugnisse dürfen maximal 0,5 Volumenprozent Alkoholgehalt aufweisen (Traubensaft bis zu einem Volumenprozent). Eine Besonderheit sind alkoholreduzierte Getränke, die bis zu vier Volumenprozent Alkohol enthalten dürfen.
In der Europäischen Union besteht laut Lebensmittel-Informationsverordnung allgemein eine Verpflichtung zur Kennzeichnung des Alkoholgehalts ab 1,2 Vol.-%.

### Wasser
- gewöhnliches Wasser, nicht jedoch destilliertes Wasser
- Mineralwasser und kohlensäurehaltiges Wasser
- Eis und Schnee, natürlich oder künstlich hergestellt
- Wasser, einschließlich Mineralwasser und kohlensäurehaltigem Wasser, mit Zusatz von Zucker, anderen Süßmitteln und/oder Aromastoffen[12][13]
  - Limonade, Brause, Cola, Energydrink

### Andere
- Getränke auf der Grundlage von Milch und Kakao (siehe Kakao (Getränk))

Teilweise hinzugezählt wird:
- Trinkjoghurt, flüssige fermentierte Milch und Sauermilchprodukte

## Alkoholische Getränke

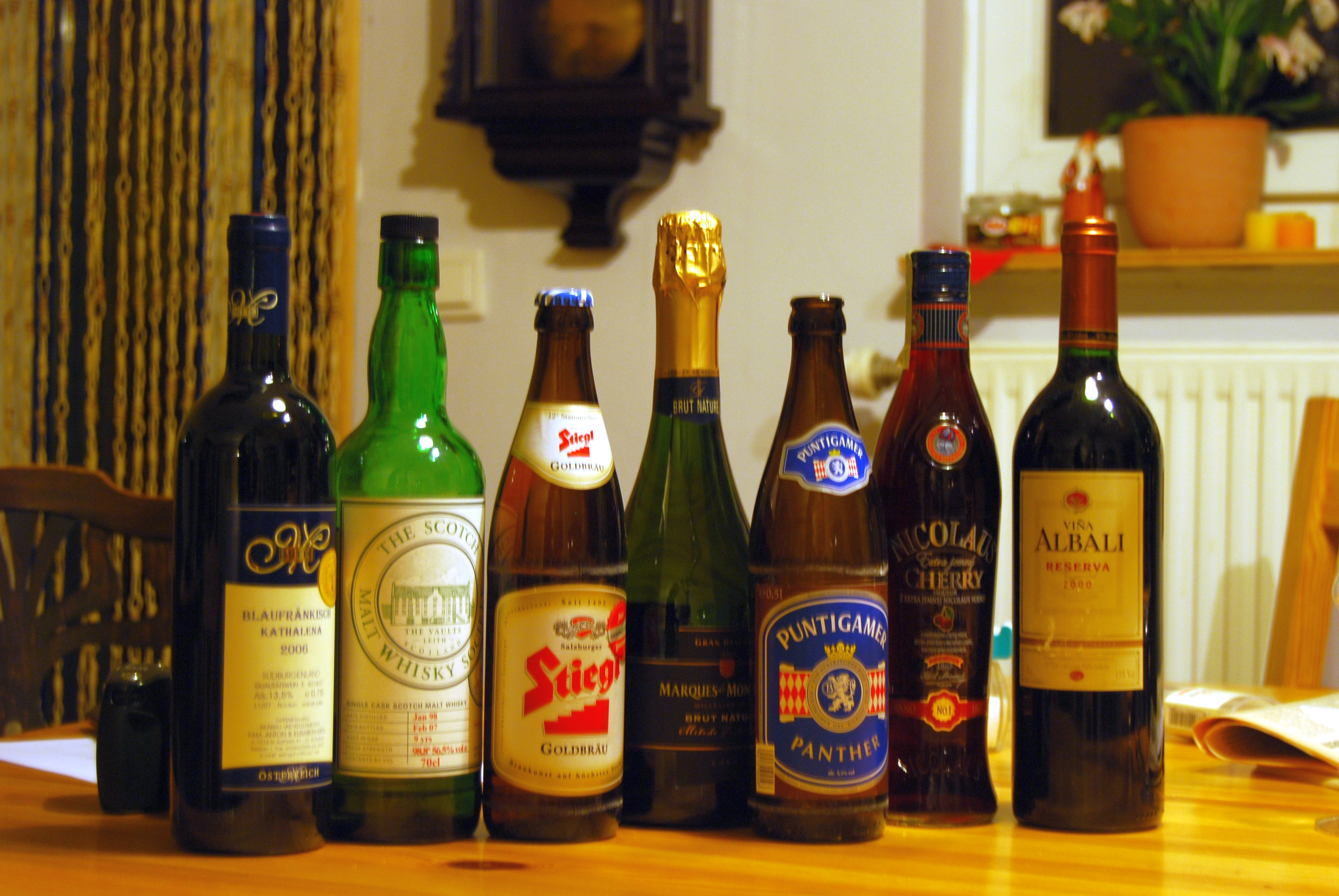
Diverse Alkoholika, von links nach rechts: Rotwein, Single-Malt-Whisky, Bier, Sekt, wieder Bier, Likör und nochmals Rotwein

Alkoholische Getränke oder alkoholhaltige Getränke, auch Alkoholika oder (vor allem in Bezug auf Spirituosen) geistige Getränke genannt, enthalten Trinkalkohol (Ethanol). In Lebensmitteln wird dieser meist nur als Alkohol bezeichnet.
Im chemischen Sinn bilden Alkohole eine ganze Stoffgruppe. Alkoholische Getränke werden aus kohlenhydrathaltigen Flüssigkeiten durch alkoholische Gärung erzeugt. Nach geltendem Lebensmittelrecht kommen als Rohstoffe für den Alkohol nur landwirtschaftliche Produkte in Frage. Alkoholische Getränke dürfen also weder Alkohol synthetischen Ursprungs noch anderen Alkohol nicht landwirtschaftlichen Ursprungs enthalten.
Zu den alkoholischen Getränken gehören Getränke, deren Alkohol lediglich durch alkoholische Gärung entstanden ist (zum Beispiel Bier und Wein), Destillate aus solchen Getränken oder aus vergorenen Maischen sowie deren Mischprodukte. Getränke, deren Alkoholgehalt direkt oder indirekt auf Destillation zurückgeht und mindestens 15 % vol. beträgt, werden in der EU als Spirituose bezeichnet.

Vergleich von Abhängigkeitspotential und Verhältnis zwischen üblicher und tödlicher Dosis verschiedener Drogen

Alkoholische Getränke sind gesundheitsschädlich, weil das giftige Ethanol auf das zentrale, das periphere Nervensystem, die Leber und andere Organe wirkt. Einen risikofreien Alkoholkonsum gibt es nicht.
Alkohol verkürzt den REM-Schlaf messbar: Wer vor dem Zu-Bett-Gehen Alkohol trinkt, verschlechtert damit die Qualität seines Schlafs.
Als es noch keine Narkotika  zur Anästhesie bei Operationen gab, tranken Patienten viel Alkohol, weil dieser das zentrale Nervensystem dämpft und dadurch schmerzlindernd wirkt, solange der Alkoholrausch anhält. Regelmäßiger und hoher Alkoholkonsum kann eine Alkoholkrankheit und ernsthafte Folgekrankheiten verursachen.
Regelmäßiger Alkoholkonsum von mehr als 36 Gramm täglich führt dazu, dass der Gedächtnisverlust durchschnittlich fast sechs Jahre früher eintritt bzw. voranschreitet als bei Abstinenzlern. Auch die exekutiven Funktionen des Gehirns leiden unter dem Alkoholkonsum. Bei einer Depression oder Angststörung kann der Konsum von Alkohol eine symptomverstärkende Wirkung haben.
Da Alkohol desinfizierend wirkt, wurde Alkoholkonsum früher mit der Vorbeugung gegen durch unsauberes Wasser übertragene Krankheiten gerechtfertigt. Die desinfizierende Wirkung von Ethanol-Wasser-Mischungen ist jedoch nur bei einem Alkoholgehalt zwischen 50 und 80 % signifikant; bei unter 20 % Ethanolgehalt fehlt sie völlig.
Inhaltsstoffe
In alkoholischen Getränken sind neben Ethanol und Wasser auch die bei der Gärung entstehenden Nebenprodukte enthalten, etwa Aldehyde, die Alkohole Glycerin, Methanol und 1-Propanol sowie auch höhere einwertige Alkohole. Zusätzlich finden sich aliphatische Carbonsäuren, Milch- und Bernsteinsäure sowie Carbonsäureester darin. Diese Stoffe beeinflussen das Aroma der Getränke. Beim Brennen alkoholhaltiger Flüssigkeiten oder von Maische entstehen Spirituosen mit einem Alkoholgehalt ab 15 % – mit Ausnahme von Eierlikör, der mindestens 14 Volumenprozent haben muss.